# Беренштам, Михаил Вильямович
Михаил Вильямович Беренштам (1872—1932) — присяжный поверенный в Санкт-Петербурге.

## Биография
Со студенческих лет участвовал в общественной работе. Адвокат. В конце 1890-х вместе с братом стал инициатором создания бесплатных юридических консультаций, юридической помощи рабочим, коллективных защит; на основе которых в Петербурге возник кружок молодых адвокатов. Участвовал в разработке законопроекта об урегулировании труда сельскохозяйственных рабочих, затем — в работе юридической комиссии Петербургского комитета народнических групп. С 30 января 1902 года исполнял обязанности товарища председателя Совета присяжных поверенных при Санкт-Петербургской судебной палате, в 1917 году (после отъезда Н. П. Карабчевского в ноябре 1917) исполнял обязанности председателя Совета присяжных поверенных при Петроградской судебной палате, до своего отъезда из Санкт-Петербурга ввиду преследования ЧК.
Входил в комиссию по изданию «Истории русской адвокатуры».
Написал вместе с Вячеславом Николаевичем Новиковым комментарии дореволюционных Уставов гражданского и уголовного судопроизводств, выдержавшие несколько изданий.
Входил в ЦК объединённой партии трудовиков и народных социалистов. Был членом ВВНР в Петербурге.
В 1917 году прапорщик артиллерийского ополчения. В дни Февральской революции 1917 года участвовал в организации офицерства, избран председателем офицерского комитета Главного артиллерийского управления. От последнего делегирован в Совет офицерских депутатов, вошёл в состав его Исполнительного комитета. 26 апреля 1917 согласно избранию Исполнительного комитета Совета офицерских депутатов назначен членом Особой следственной комиссии для расследования злоупотреблений по военному ведомству, 22 июня 1917 переназначен в эту комиссию. 10 мая 1917 года в качестве заместителя представителя от Партии народных социалистов вошёл в состав Совещания для выработки «Положения о выборах в Учредительное собрание».
14 мая 1917 года при министре юстиции П. Н. Переверзеве назначен директором 2-го департамента Министерства юстиции, 19 июля 1917 согласно прошению уволен от занимаемой должности. В июне 1917 на 1 съезде Всероссийской Трудовой народно-социалистической партии избран в её ЦК от Народно-социалистической партии. Член редакции органа Трудовой народно-социалистической партии «Народное слово». От указанной партии баллотировался в Учредительное собрание. Принимал деятельное участие в работе по городскому самоуправлению, являясь председателем и гласным Литейной районной думы Петрограда. Выдвигался в городскую думу. С августа 1917 года - товарищ министра продовольствия. 16 сентября 1917 года уволен с должности согласно собственному прошению.
Противник большевистского переворота. После октября 1917 года юрисконсульт гостреста «Металлолом».

### Семья
Отец — Вильям (Василий) Людвигович Беренштам (19.11.1839 — 10.10.1904, Киев), сын киевского купца 1 гильдии Людвига Иоанна Беренштама (еврея из Митавы, принявшего лютеранство и переехавшего в Киев), выпускник Киевского университета. Преподавал в Киеве историю, географию. В 1870-х годах был членом украинской «Громады». Организатор бесплатных воскресных школ для рабочих и ремесленников. Основатель Юго-Западного отделения Русского географического общества. В Петербурге принимал участие в организации панихид по Т. Шевченко, был составителем произведений Кобзаря в 1883—1887 годах. Автор ряда статей о Т. Шевченко и двух книг, посвящённых украинской культуре.
Мать — Зинаида Орестовна, дочь Ореста Марковича Новицкого (1806—1884), православного философа.
Сестры:
- Анна (1866 — ?)[6];
- Мария (1869 — 25.2.1932), литератор, замужем за Б. А. Кистяковским, правоведом и социологом. Вместе с Н. К. Крупской преподавала в рабочих школах в Петербурге; автор нескольких книг по педагогике (псевдоним — М.Берен)[7].

Брат — Владимир (1870—1931), адвокат, публицист; был защитником эсера Каляева.